# Enklawy
Enklawy stosowano głównie w majuskule epigraficznej w celu oszczędzenia miejsca. Tworząc enklawy wprowadzano pomniejszoną literę do wnętrza litery poprzedzającej. Łatwo zauważyć, że tą literą poprzedzająca musiała być litera okrągła – np. O lub C – literą zaś implantowaną litera złożona z prostych, wertykalnych lasek. W piśmie paleograficznym, gdzie litery były znacznie mniejszych rozmiarów niż w napisach kutych na monumentach, enklawy spotykamy znacznie rzadziej niż w epigrafice. Najczęstszym miejscem ich występowania były inicjały zdań: z litery inicjalnej, powiększonej w stosunku do pozostałych, łatwo było stworzyć enklawę.